# Elasmosomites primordialis
Elasmosomites primordialis är en stekelart som beskrevs av Charles Thomas Brues 1933. Elasmosomites primordialis ingår i släktet Elasmosomites och familjen bracksteklar. Inga underarter finns listade i Catalogue of Life.